# 胤禐
胤禐（1718年3月2日—1718年3月2日），清朝康熙帝的最小的儿子（实际的三十五子，但因早殇未序齿）。

## 生平
康熙五十七年二月初一日（1718年3月2日）出生，生母陳氏時為庶妃。当时，康熙帝虚岁六十五歲。胤禐只活了一天，同日胤禐即病死。

## 生母
- 穆嫔陳氏，康熙五十五年五月十六日（1716年7月5日），庶妃陳氏生皇二十四子允祕。康熙五十七年二月初一日（1718年3月2日），庶妃陳氏生未序齒皇子胤禐，同日夭折。雍正朝被尊封為白貴人。乾隆元年十二月，乾隆帝追封曾生二子的已故聖祖白貴人為皇祖穆嬪。